# Cúpira
Cúpira is een stad met 23.000 inwoners, in de staat Miranda in Venezuela, en de hoofdplaats van de gemeente Pedro Gual. De stad is gesticht in 1726. De voornaamste bron van inkomsten voor de stad is toerisme. 